# Тацинський район
Таци́нський райо́н (рос. Тацинский район) — район у центральній частині Ростовської області РФ. Адміністративний центр — станиця Тацинська.

## Географія
Район розташований у північно-центральній частині області. На півночі межує із Мілютінським районом, на сході — із Морозовським, на півдні — із Константиновським, на заході — із Білокалитвинським районом.

## Історія
Тацинський район був утворений 1924 року. У листопаді 1956 року до району була приєднана територія ліквідованого Скосирського району.

## Населення
Населення району становить 36910 осіб (2013; 38464 в 2010).

## Адміністративний поділ
Район адміністративно поділяється на 1 міське та 10 сільських поселень, які об'єднують 1 смт та 61 сільський населений пункт:
| Поселення                           | Площа, км² | Населення, осіб (2010) | Центр             | Населені пункти |
| ----------------------------------- | ---------- | ---------------------- | ----------------- | --------------- |
| Бистрогорське сільське поселення    | -          | 3578                   | Бистрогорський    | 1               |
| Верхньооблівське сільське поселення | -          | 1760                   | Верхньооблівський | 13              |
| Єрмаковське сільське поселення      | -          | 2267                   | Єрмаковська       | 9               |
| Жирновське міське поселення         | -          | 6411                   | Жирнов            | 4               |
| Зазерське сільське поселення        | -          | 1526                   | Зазерський        | 5               |
| Ковилкінське сільське поселення     | -          | 1521                   | Ковилкін          | 4               |
| Михайловське сільське поселення     | -          | 4626                   | Михайлов          | 9               |
| Скосирське сільське поселення       | -          | 2826                   | Скосирська        | 10              |
| Суховське сільське поселення        | -          | 1602                   | Новосуховий       | 4               |
| Тацинське сільське поселення        | -          | 9980                   | Тацинська         | 1               |
| Углегорське сільське поселення      | -          | 2367                   | Углегорський      | 1               |

### Найбільші населені пункти
| №  | Населений пункт | Населення, осіб (2010) |
| -- | --------------- | ---------------------- |
| 1  | Тацинська       | 9 980                  |
| 2  | Жирнов          | 5 609                  |
| 3  | Бистрогорський  | 3 578                  |
| 4  | Михайлов        | 2 703                  |
| 5  | Углегорський    | 2 367                  |
| 6  | Ковилкін        | 791                    |
| 7  | Крилов          | 757                    |
| 8  | Зазерський      | 685                    |
| 9  | Новосуховий     | 668                    |
| 10 | Єрмаковська     | 643                    |

## Економіка
Район є аграрно-промисловим, де займаються вирощуванням зернових, технічних культур та тваринництвом, а також розвинені галузі промисловості з виробництва будівельних матеріалів та харчових продуктів.

## Галерея

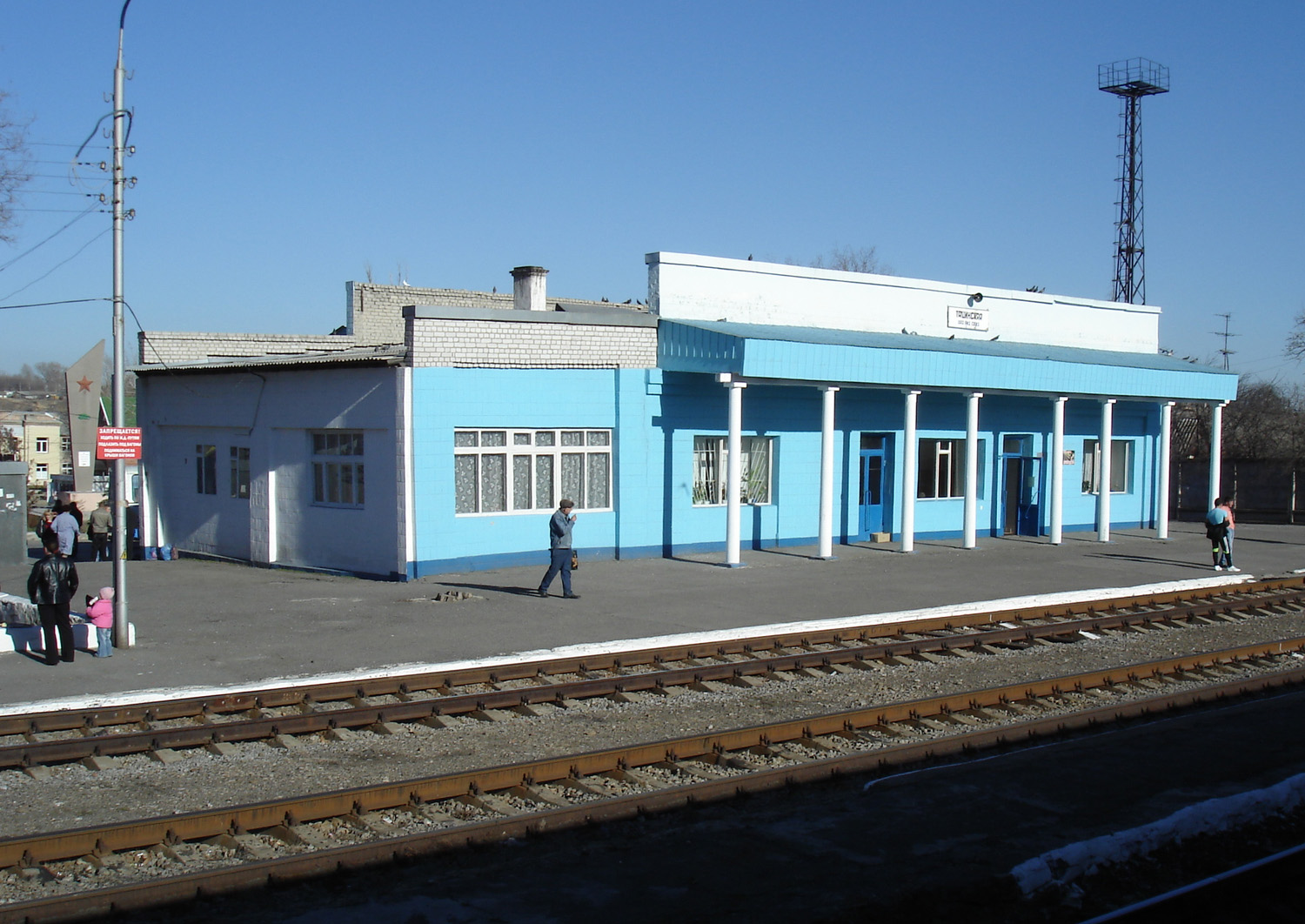
Вокзал станції Тацинська
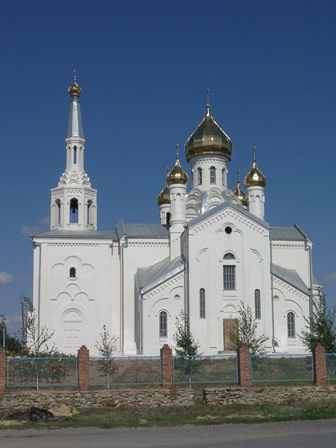
Церква Різдва Пресвятої Богородиці у станиці Тацинській